# 남주중학교
남주중학교(南洲中學校)는 대한민국 제주특별자치도 서귀포시 동홍동에 있는 사립 중학교이다.

## 학교 연혁
- 1955년 4월 9일 : 남주고등학원 인가
- 1956년 2월 15일 : 재단법인 남주학원 인가
- 1956년 2월 15일 : 초대 이사장 강성익 선생 취임
- 1964년 2월 26일 : 학교법인 남주학원으로 조직 변경
- 1966년 12월 19일 : 남주중학교 6학급 인가
- 1967년 3월 10일 : 개교
- 1967년 3월 10일 : 초대 교장 조명철 선생 취임
- 1974년 2월 15일 : 12학급 인가
- 1974년 10월 5일 : 학교 신축 이전(서귀포시 동홍동 138번지)
- 1993년 3월 20일 : 학교 신축 이전(서귀포시 동홍동 515호)
- 1997년 5월 30일 : 제4대 이사장 좌신자 선생 취임
- 2012년 1월 1일 : 학교 주소 변경(서귀포시 동홍로 303번길 14)
- 2025년 1월 7일 : 제56회 졸업생 114명 졸업(연인원 9,306명 졸업)
- 2025년 3월 4일 : 제14대 교장 강영철 선생 취임

## 참고 자료
- 남주중학교 - 한국교육학술정보원 학교알리미